# Брейтовская Советская Волостная Республика
Бре́йтовская Сове́тская Волостна́я Респу́блика — республика Советов, существовавшая с ноября 1917 года по июль 1918 года на территории Брейтовской волости Мологского уезда Ярославской губернии. Столицей являлось село Брейтово.

## История

### Создание
После Великой Октябрьской Социалистической Революции в Брейтово с фронтов Первой мировой войны стали возвращаться солдаты. Они были вдохновлены идеями РСДРП(б). Вернувшись в родные края, они вместе с местными жителями в ноябре 1917 года создали свою республику, воспользовавшись неурядицей в местной волостной власти. Пользуясь поддержкой простого народа, советская власть в этом же месяце распространилась на всю волость. Таким образом на Ярославщине появилась первая большевистская ячейка. В Мологе, в центре уезда, занимались подготовкой выборов в учредительное собрание, и всю полноту власти возложили на плечи Комитета спасения Родины, который подчинялся Временному правительству. Однако о том, что уже 25 октября 1917 года в Петрограде власть взяли большевики и временное правительство низложено, никто ни в волости, ни в уезде не знал.
Тем временем в Брейтове в помещении кредитного товарищества по инициативе большевиков прошло волостное собрание, в котором участвовали свыше ста представителей из сёл и деревень Брейтовской и соседних волостей. На собрании утвердили орган новой власти — военно-революционный комитет (ревком), членами которого стали Фёдор Родин из деревни Тимонино, Михаил Маслов-Варсягин из деревни Заручье, Андрей Чучелов из села Черкасово и Михаил Меднов из Брейтово.
6 января 1918 года 170 депутатов, прибывших в Брейтово на очередное волостное собрание, утвердили новый выборный орган власти — Совет Народных Комиссаров. Их выбирали тайным голосованием. Председателем Брейтовского совнаркома был избран Михаил Маслов-Варсягин.
Советская власть дошла до Мологи, и комиссары узнали о создании советской республики. Они доложили об этом В. И. Ленину, который лично это одобрил. 29 января 1918 года состоялась встреча Ленина с Масловым-Варсягиным. После той встречи Ленин передал Брейтову 5000 рублей, пишущую машинку и два мешка политической литературы.

### Упразднение
Республика была упразднена в конце июля 1918 года, после принятия Конституции РСФСР и установления советской власти в Мологском уезде. Таким образом, Брейтовская волость стала частью Мологского района.